# APG II 분류 체계
APG II 식물 분류 체계는 2003년 속씨식물 계통연구 그룹에 의해 발표된 근대적 식물 분류 체계이다.
APG II 분류 체계는 APG 분류 체계를 계승했다. 수많은 식물 분류학자들의 광범위한 총의를 대표하는 이들 분류 체계는 각각, 전 세계의 여러 학회에서 활동하는 APG로 통합되었다.
APG II 분류 체계는 APG 분류 체계보다 5개 이상 많은 45개 목(目)을 인정했다. 또한 APG 분류 체계보다 5개 적은 457개 과를 인정하고 있다. APG II 분류 체계 중 39개 과는 어느 목으로도 분류하지 않았다. 그렇지만 39개 과 중의 36개 과는 목(目) 위의 상목 분류로 속씨식물 분류군 안에 포함시켰다. 나머지 3개 과는 분류학적 위치가 불확실한 과로 남겨두었다.
APG II 분류 체계는 영향력이 입증되었고, 수많은 최근 참고 문헌의 전체 혹은 일부에서(때로는 개정되어) 채택되었다. 2009년 10월 APG III 분류 체계가 발표되어 이를 대체하였다.

## 주요 분류
분류 체계의 주요 그룹은 다음과 같다:
- 속씨식물(angiosperms):
목련군(magnoliids)
외떡잎식물군(monocots)
닭의장풀군(commelinids)
진정쌍떡잎식물군(eudicots)
핵심진정쌍떡잎식물군(core eudicots)
장미군(rosids)
진정장미군 I(eurosids I)
진정장미군 II(eurosids I)
국화군(asterids)
진정국화군 I(euasterids I)
진정국화군 II(euasterids II)

## 상세 분류
더 상세한 분류는 다음과 같다.
- 속씨식물군(angiosperms)
암보렐라과 (Amborellaceae)
홀아비꽃대과 (Chloranthaceae)
수련과 (Nymphaeaceae) [+ 어항마름과 (Cabombaceae)]
아우스트로바일레이아목 (Austrobaileyales)
붕어마름목 (Ceratophyllales)
목련군(magnoliids)
카넬라목 (Canellales)
녹나무목 (Laurales)
목련목 (Magnoliales)
후추목 (Piperales)
외떡잎식물군(monocots)
페트로사비아과 (Petrosaviaceae)
창포목 (Acorales)
택사목 (Alismatales)
비짜루목 (Asparagales)
마목 (Dioscoreales)
백합목 (Liliales)
판다누스목 (Pandanales)
닭의장풀군(commelinids)
다시포곤과 (Dasypogonaceae)
종려목 (Arecales)
닭의장풀목 (Commelinales)
벼목 (Poales)
생강목 (Zingiberales)
진정쌍떡잎식물군(eudicots)
회양목과 (Buxaceae) [+ 디디멜레스과 (Didymelaceae)]
나도밤나무과 (Sabiaceae)
수레나무과 (Trochodendraceae) [+ 심장잎아재비과 (Tetracentraceae)]
프로테아목 (Proteales)
미나리아재비목 (Ranunculales)
핵심진정쌍떡잎식물군(core eudicots)
올리빌로과 (Aextoxicaceae)
베르베리돕시스과 (Berberidopsidaceae)
딜레니아과 (Dilleniaceae)
군네라목 (Gunnerales)
석죽목 (Caryophyllales)
단향목 (Santalales)
범의귀목 (Saxifragales)
장미군(rosids)
아플로이아과 (Aphloiaceae)
게이솔로마과 (Geissolomataceae)
익서바과 (Ixerbaceae)
피크람니아과 (Picramniaceae)
스트라스부르게리아과 (Strasburgeriaceae)
포도과 (Vitaceae)
크로소소마목 (Crossosomatales)
쥐손이풀목 (Geraniales)
도금양목 (Myrtales)
진정장미군 I(eurosids I)
남가새과 (Zygophyllaceae) [+ 크라메리아과 (Krameriaceae)]
후아과 (Huaceae)
노박덩굴목 (Celastrales)
박목 (Cucurbitales)
콩목 (Fabales)
참나무목 (Fagales)
말피기아목 (Malpighiales)
괭이밥목 (Oxalidales)
장미목 (Rosales)
진정장미군 II(eurosids II)
타피스키아과 (Tapisciaceae)
십자화목 (Brassicales)
아욱목 (Malvales)
무환자나무목 (Sapindales)
국화군(asterids)
층층나무목 (Cornales)
진달래목 (Ericales)
진정국화군 I(euasterids I)
지치과 (Boraginaceae)
이카키나과 (Icacinaceae)
온코테카과 (Oncothecaceae)
발리아과 (Vahliaceae)
가리아목 (Garryales)
용담목 (Gentianales)
꿀풀목 (Lamiales)
가지목 (Solanales)
진정국화군 II(euasterids II)
브루니아과 (Bruniaceae)
콜루멜리아과 (Columelliaceae [+ 타이케과 (Desfontainiaceae)])
에레모시네과 (Eremosynaceae)
에스칼로니아과 (Escalloniaceae)
파라크리피아과 (Paracryphiaceae)
폴리오스마과 (Polyosmaceae)
스페노스테몬과 (Sphenostemonaceae)
트리벨레스과 (Tribelaceae)
미나리목 (Apiales)
감탕나무목 (Aquifoliales)
국화목 (Asterales)
산토끼꽃목 (Dipsacales)

참고: "+ ..." = 앞의 과로부터 분리되기도 하는, 선택적으로 분리되는 과.

## 같이 보기
- APG 분류 체계 (1998년)
- APG III 분류 체계 (2009년)
- APG IV 분류 체계 (2016년)
- 속씨식물 분류 체계 비교